# Brandstrup Mose
Brandstrup Mose este o arie protejată (arie specială de conservare — SAC, sit de importanță comunitară — SCI) din Danemarca întinsă pe o suprafață de 52 ha, integral pe uscat.

## Localizare
Centrul sitului Brandstrup Mose este situat la coordonatele 56°22′54″N 9°30′58″E / 56.381667°N 9.516111°E.

## Înființare
Situl Brandstrup Mose a fost declarat sit de importanță comunitară în mai 1998 pentru a proteja un număr necunoscut de specii din flora spontană și fauna sălbatică aflate în arealul zonei. Situl a fost protejat și ca arie specială de conservare în decembrie 2011.

## Biodiversitate
Situată în ecoregiunea continentală, aria protejată conține 6 habitate naturale: Lacuri și iazuri distrofice naturale, Mlaștini turboase de tranziție și turbării mișcătoare, Turbării active, Mlaștini oligotrofe degradate, capabile încă de regenerare naturală, Mlaștini împădurite, Depresiuni pe substraturi de turbă de Rhynchosporion.
La baza desemnării sitului se află un număr nedeclarat de specii protejate.